# Loris Lenzlinger
Loris Lenzlinger (1º marzo 2005) è un giocatore di football americano svizzero che gioca nel ruolo di quarterback per i Winterthur Warriors.